# Andressa de Morais
Andressa Oliveira de Morais (João Pessoa, 21 dicembre 1990) è una discobola brasiliana.

## Palmarès
| Anno | Manifestazione           | Sede           | Evento              | Risultato | Prestazione | Note                |
| ---- | ------------------------ | -------------- | ------------------- | --------- | ----------- | ------------------- |
| 2008 | Mondiali juniores        | Bydgoszcz      | Lancio del disco    | 20ª (q)   | 47,44 m     |                     |
| 2009 | Campionati sudamericani  | Lima           | Lancio del disco    | 5ª        | 51,36 m     |                     |
| 2009 | Campionati sudamericani  | Lima           | Lancio del martello | 6ª        | 58,12 m     |                     |
| 2010 | Giochi sudamericani      | Medellín       | Lancio del disco    | Argento   | 53,28 m     |                     |
| 2010 | Giochi sudamericani      | Medellín       | Lancio del martello | Oro       | 55,95 m     |                     |
| 2011 | Campionati sudamericani  | Buenos Aires   | Lancio del disco    | Oro       | 57,54 m     |                     |
| 2011 | Mondiali                 | Taegu          | Lancio del disco    | 17ª (q)   | 57,93 m     |                     |
| 2012 | Giochi olimpici          | Londra         | Lancio del disco    | 16ª (q)   | 60,94 m     |                     |
| 2013 | Campionati sudamericani  | Cartagena      | Lancio del disco    | 5ª        | 53,66 m     |                     |
| 2014 | Giochi sudamericani      | Santiago       | Lancio del disco    | 4ª        | 52,62 m     |                     |
| 2015 | Campionati sudamericani  | Lima           | Lancio del disco    | Oro       | 61,15 m     |                     |
| 2015 | Giochi panamericani      | Toronto        | Lancio del disco    | 6ª        | 58,08 m     |                     |
| 2015 | Mondiali                 | Pechino        | Lancio del disco    | 19ª (q)   | 59,08 m     |                     |
| 2015 | Giochi mondiali militari | Mungyeong      | Lancio del disco    | Argento   | 59,07 m     |                     |
| 2016 | Giochi olimpici          | Rio de Janeiro | Lancio del disco    | 21ª (q)   | 57,38 m     |                     |
| 2017 | Campionati sudamericani  | Luque          | Lancio del disco    | Oro       | 64,68 m     | Record sudamericano |
| 2017 | Mondiali                 | Londra         | Lancio del disco    | 11ª       | 60,00 m     |                     |
| 2018 | Giochi sudamericani      | Cochabamba     | Lancio del disco    | Oro       | 58,86 m     |                     |
| 2019 | Campionati sudamericani  | Lima           | Lancio del disco    | Oro       | 62,42 m     |                     |
| 2019 | Giochi panamericani      | Lima           | Lancio del disco    | dq        | dq          |                     |
| 2021 | Giochi olimpici          | Tokyo          | Lancio del disco    | 21ª (q)   | 58,90 m     |                     |
| 2022 | Mondiali                 | Eugene         | Lancio del disco    | 20ª (q)   | 58,11 m     |                     |
| 2022 | Giochi sudamericani      | Asunción       | Lancio del disco    | Argento   | 60,10 m     |                     |
| 2023 | Campionati sudamericani  | San Paolo      | Lancio del disco    | Bronzo    | 59,37 m     |                     |
| 2023 | Giochi panamericani      | Santiago       | Lancio del disco    | Argento   | 59,29 m     |                     |
| 2024 | Giochi olimpici          | Parigi         | Lancio del disco    | 26ª (q)   | 59,43 m     |                     |
| 2025 | Campionati sudamericani  | Mar del Plata  | Salto in lungo      | Argento   | 60,16 m     |                     |